# Nouvelles Éditions africaines du Sénégal
Les Nouvelles Éditions africaines du Sénégal (NEAS) sont une maison d'édition fondée au Sénégal, au même moment que les Nouvelles Éditions ivoiriennes (NEI). Elles reprennent une partie du catalogue des Nouvelles éditions africaines.

## Historique
Les Nouvelles Éditions africaines (NEA) ont été créées par Léopold Sédar Senghor, en association avec la Côte d’Ivoire et le Togo, en 1972. Les activités ont démarré en 1973.
En 1988, on assiste à l’éclatement du groupe, ainsi naît la société anonyme des Nouvelles Éditions africaines du Sénégal (NEAS) en 1989.
Plusieurs œuvres éditées par la maison ont reçu des distinctions. Parmi celles-ci : le Prix Noma, le Grand prix littéraire d'Afrique noire, le Grand Prix du Président de la République ou encore le Grand Prix du Président de l’Assemblée Nationale.

## Catalogue
Les Nouvelles Éditions africaines du Sénégal ont un catalogue d'une centaine de titres, et publient une vingtaine de nouveautés par an. Elles éditent les auteurs africains et des livres scolaires.